# Baculites
Baculites (gr. "roca bastón") es un género extinto de cefalópodo con una concha casi recta incluido en el heterogéneo grupo de los ammonites. Este género, el cual tuvo una distribución mundial durante el Cretácico Superior, fue nombrado por Jean Baptiste Lamarck en 1799.
En los ejemplares adultos de Baculites la concha es generalmente recta y puede ser de superficie lisa o con estrías sinuosas o nervaduras que suelen inclinarse dorso-ventralmente hacia delante. Igualmente la apertura se inclina al frente y tiene un margen sinuoso. El vientre tiene una forma de redondeada estrecha a aguda mientras que el dorso es más ancho. La concha de los juveniles, en la zona del ápice, se enrosca en una o dos pequeñas espirales, de apenas un centímetro de diámetro. Los Baculites adultos variaban en tamaño desde cerca de siete centímetros (Baculites larsoni) a más de dos metros de longitud.
Como en otros ammonites, la concha consistía en una serie de cámaras, que se conectaban al animal por un estrecho tubo denominado sifunculo por el cual el contenido gaseoso y por lo tanto la flotación podía ser regulado de la misma manera en que lo hace el actual Nautilus. Las cámaras estaban separados por paredes denominadas septos. La línea en la que cada septo se encuentra con la superficie externa de la concha es denominada sutura o línea de sutura. Como otros ammonites, Baculites tenía intrincados patrones de sutura en sus conchas que pueden ser usados para identificar a las distintas especies.
Un rasgo notable de Baculites es que los machos pueden haber sido de entre un tercio a la mitad del tamaño de las hembras y pueden haber tenido nervaciones más suaves en la superficie de la concha.
La morfología de la concha de Baculites con estriaciones inclinadas, una abertura también inclinada y un vientre estrecho como una quilla indica que en vida los adultos permanecían en una postura horizontal. Este mismo tipo de constitución es hallada también en los mucho más primitivos nautiloideos como Bassleroceras y Clitendoceras del período Ordovícico, los cuales se ha mostrado que tenían una orientación horizontal. A pesar de esto, algunos investigadores han concluido que Baculites vivía de manera vertical, con la cabeza orientada directamente hacia abajo, dado que carecía de un contrapeso apical, y su movimiento estaría restringido a esa dirección. La investigación realizada por Gerd Westermann, ha mostrado que al menos algunas especies de Baculites de hecho vivían en una orientación más o menos horizontal.
A partir de estudios de isótopos de las conchas, se cree que Baculites habitaban en la parte media de la columna de agua, sin estar cerca ni de la superficie ni el fondo del océano. En algunos depósitos rocosos los fósiles de Baculites son tan comunes, que se piensa que vivieron en grandes cardúmenes. Sin embargo, estos no aparecen tan densamente como para formar rocas, como ocurre con otros cefalópodos de concha recta (como por ejemplo, los nautiloideos ortocerátidos).
Los fósiles de Baculites son muy quebradizos y casi siempre aparecen rotos. Por lo general se les encuentra rotos a la mitad o en varias piezas, por lo general a lo largo de las líneas de sutura. Las cámaras halladas de esta forma son a vees denominadas como "búfalos de piedra" (debido a sus forma).
Baculites y otros ammonites rectos del Cretácico son frecuentemente confundidos con los nautiloideos ortocerátidos que son superficialmente similares, al compartir la misma forma larga y tubular. Ambos linajes evidentemente evolucionaron a la misma forma tubular de manera independiente, y en épocas geológicas diferentes, dado que los ortocerátidos vivieron sobre todo en la era Paleozoica, extinguiéndose al final del Triásico, mientras que Baculites solo vivió al final del Cretácico. Ambos cefalópodos pueden ser distinguidos por varios rasgos, de los cuales el más obvio es la línea de sutura: es simple en los ortocerátidos e intricadamente plegada en Baculites y los ammonoides relacionados.
Estudios realizados en especímenes excepcionalmente bien preservados han revelado una rádula a través de imágenes por sincrotrón. Los resultados sugieren que Baculites se alimentaba del zooplancton pelágico (lo cual se infiere por los restos de un gastrópodo larval y un isópodo pelágico dentro de la boca).

## Especies

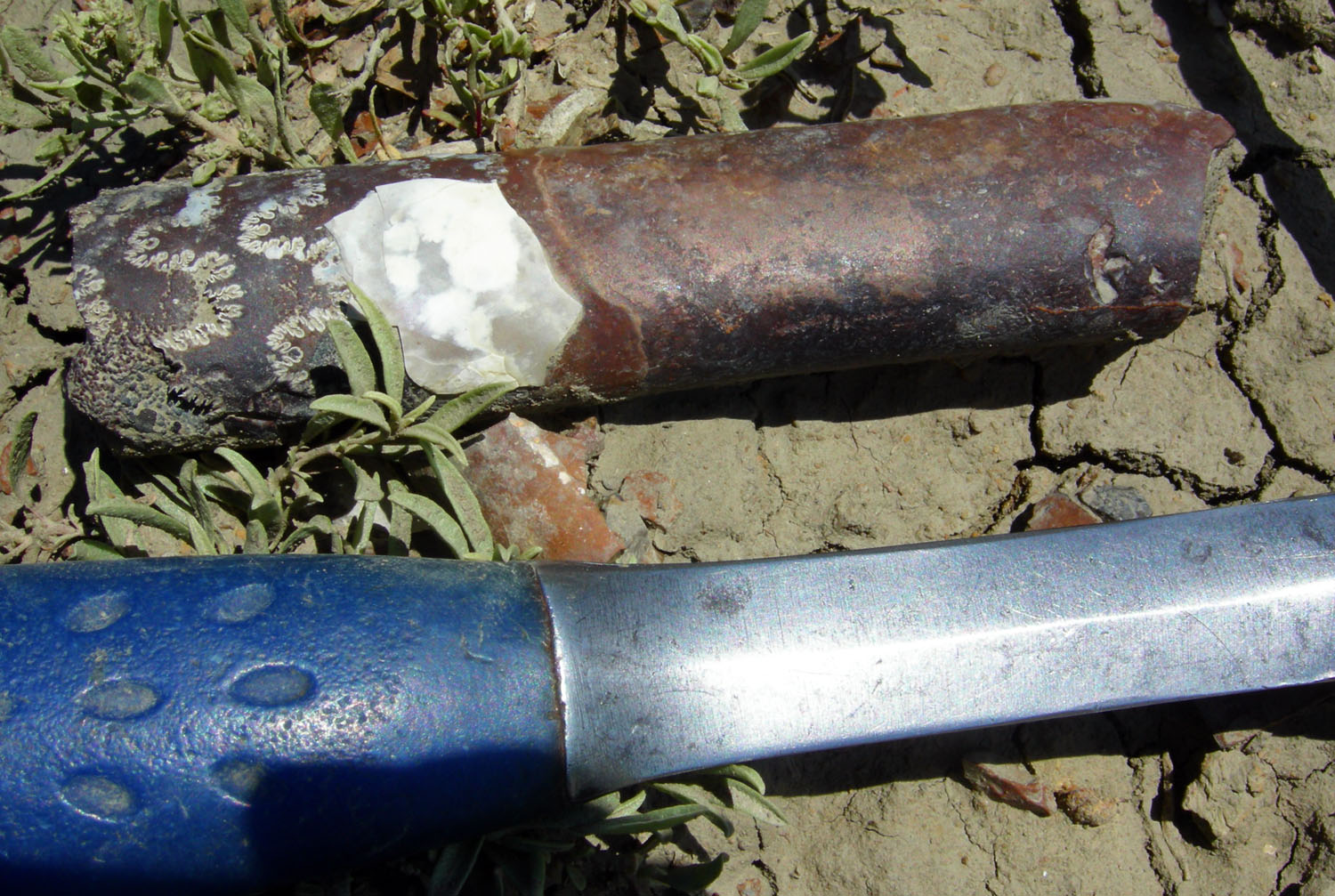
Espécimen de Baculites de Dakota del Sur, en la Formación Pierre Shale del Cretácico Superior. Se aprecian parte del fragmocono (izquierda) y parte de la cámara (derecha).

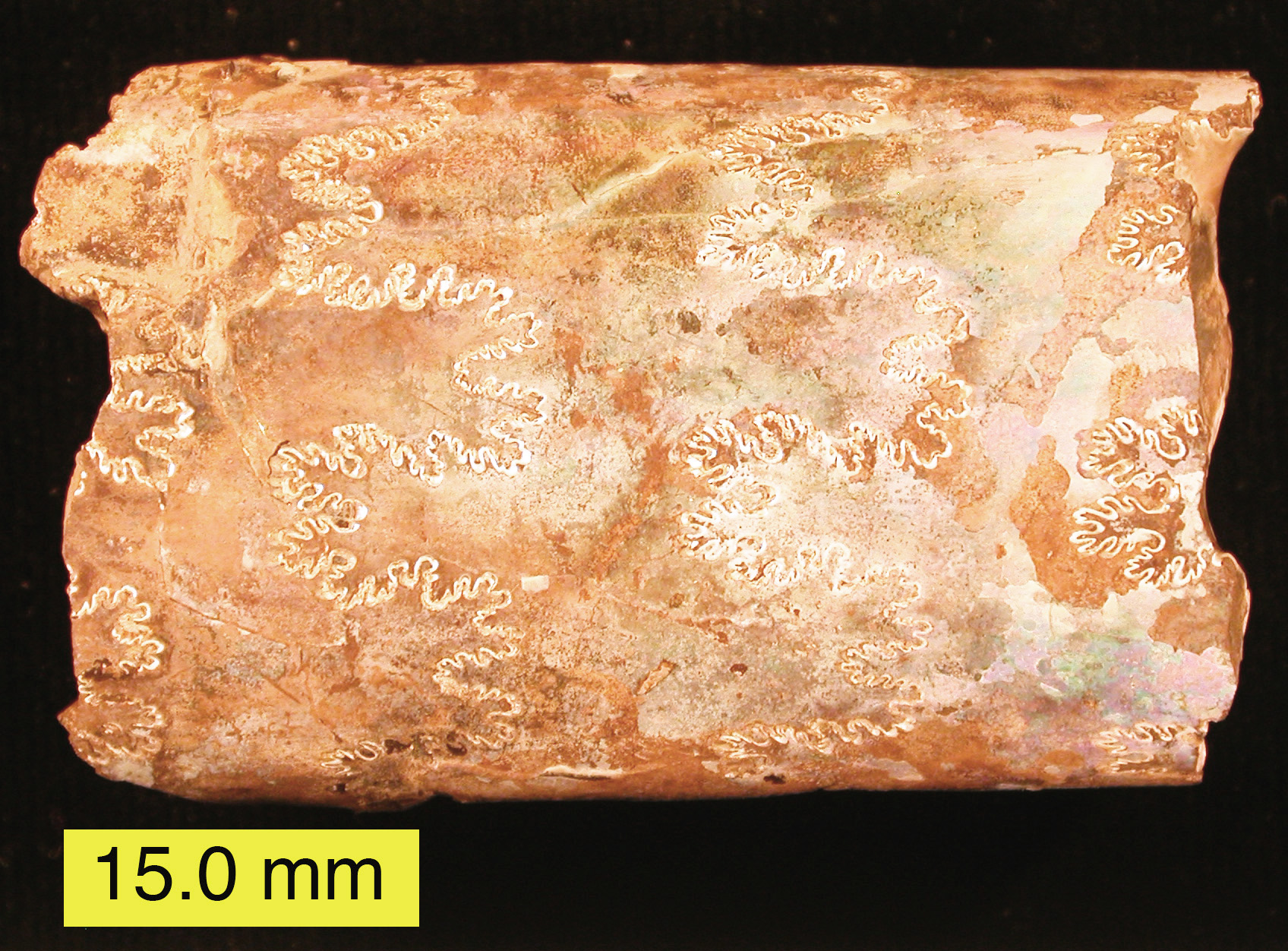
Fósil de Baculites mostrando suturas y aragonita remanente, de Dakota del Sur.

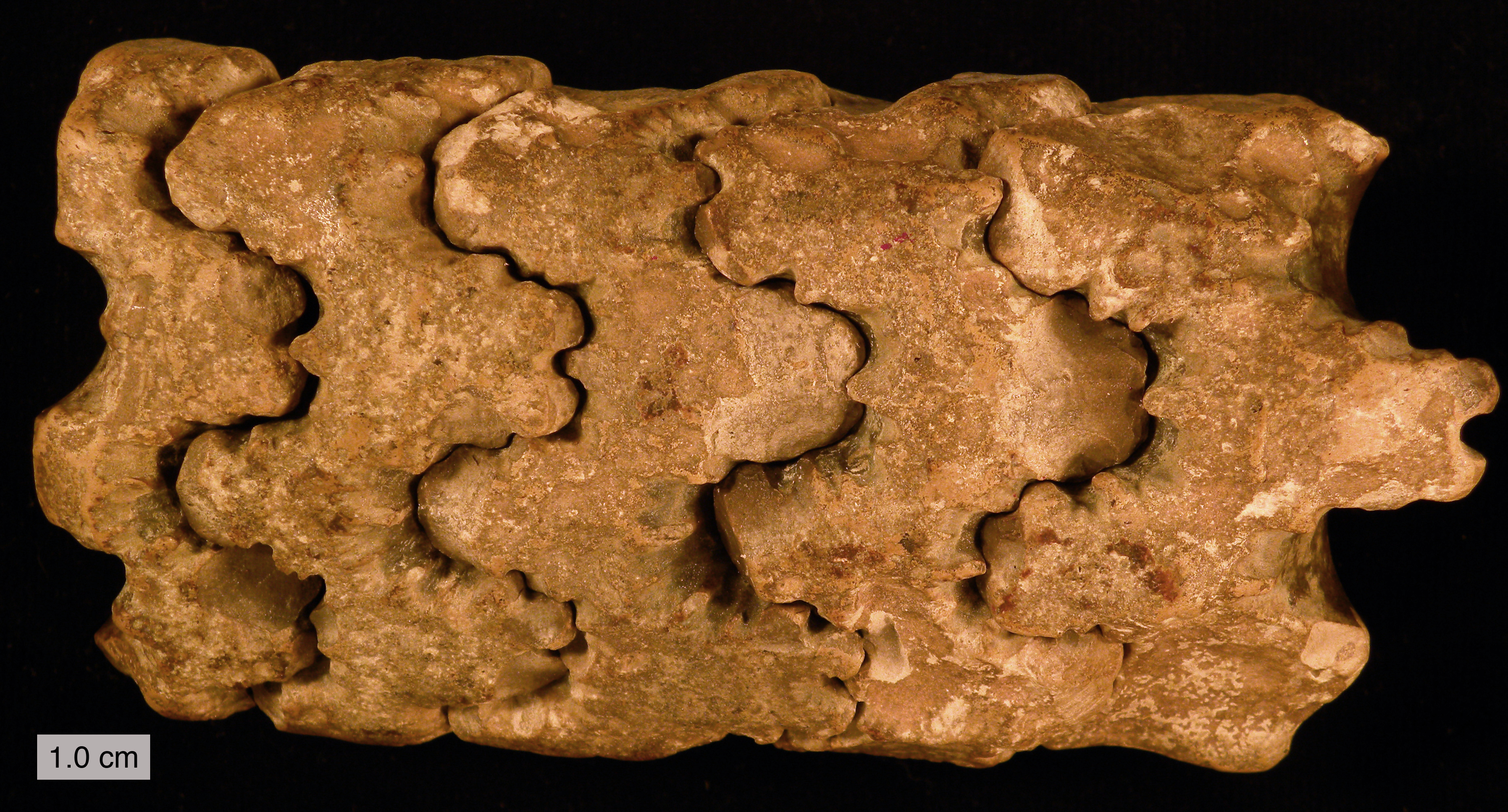
Fósil de Baculites de Wyoming. La aragonita original de la concha externa y los septos internos se han disuelto, dejando un molde interno articulado.

Se han designado numerosas especies del registro fósil desde la descripción inicial del género en 1799:
- Baculites anceps
- Baculites aquilaensis
- Baculites asper
- Baculites asperiformis
- Baculites baculus
- Baculites bailyi
- Baculites buttensis
- Baculites capensis
- Baculites chicoensis
- Baculites clinolobatus
- Baculites compressus
- Baculites crickmayi
- Baculites fairbanksi
- Baculites fuchsi
- Baculites grandis
- Baculites haresi
- Baculites incurvatus
- Baculites inornatus
- Baculites jenseni
- Baculites kirki
- Baculites knorrianus
- Baculites lechitides
- Baculites lomaensis
- Baculites mclearni
- Baculites meeki
- Baculites minerensis
- Baculites nugssuaqensis
- Baculites occidentalis
- Baculites obtusus
- Baculites ovatus
- Baculites pseudovatus
- Baculites rectus
- Baculites reesidei
- Baculites scotti
- Baculites subanceps
- Baculites teres
- Baculites undatus
- Baculites undulatus
- Baculites vaalsensis
- Baculites vertebralis